# Cassava mosaikvirus
Cassava-mosaikvirus är en grupp av virus som angriper cassava och orsakar växtsjukdomar vid namn cassava-mosaiksjukdom (cassava mosaic disease, CMD). Dessa virus sprids av insekter (mjöllöss) och sjukdomen är hittills bara känd från Afrika. I gruppen ingår bland annat virusarterna African cassava mosaic virus (ACMV), East African cassava mosaic virus (EACMV) och South African cassava mosaic virus (SACMV), som alla är enkelsträngs-DNA-virus. Besläktade virus finns även utanför Afrika i form av Indian cassava mosaic virus (ICMV) i Indien och Sri Lankan cassava mosaic virus (SLCMV).
Dessa virus ingår i familjen Geminiviridae och släktet Begomovirus. Den första kända rapporten om växtsjukdomen (CMD) var från Östafrika 1894. Sedan dess har återkommande epidemier av CMD skett över hela Afrika och lett till stora ekonomiska förluster och svält, på grund av cassavans betydelse för jordbruket i många delar av Afrika. Efter några decennier av framgång med resistenta cassava-sorter skedde 1994 ett nytt utbrott i Uganda med omfattande svält som följd. CMD hanteras genom fytosanitära åtgärder och växtförädling för att få fram bättre resistens mot sjukdomen.